# Шкодран Мустафи
Шкодран Мустафи (на албански: Shkodran Mustafi; роден 17 април 1992 г.) e бивш германски централен защитник.
Мустафи израства в юношеските школи на Хамбургер и Евертън.
Записва първото си участие в професионалния футбол през 2012 г. с тима на Сампдория.
През 2014 г. преминава в редиците на Валенсия, а през 2016 г. се присъединява към състава на Арсенал.
Дебютира за националния отбор на Германия през 2014 г. и с него печели Световно първенство по футбол 2014 и Купа на конфедерациите 2017.

## Успехи
Арсенал
- ФА Къп: 2016–17
- Купа на Футболната лига финалист: 2017–18
- Лига Европа финалист: 2018–19

Германия
- Световно първенство по футбол: 2014
- Купа на конфедерациите: 2017